# Лорінчік
Лорінчік (словац. Lorinčík) — міська частина, громада округу Кошиці II, Кошицький край. Кадастрова площа громади — 2.97 км².
Населення 888 осіб (станом на 31 грудня 2020 року).

## Історія
Лорінчік згадується 1248 року.

## Географія
Протікає Белжанський потік.